# Lisímaco
Lisímaco (c. 360 a.C. — 281 a.C.) foi um dos  generais de Alexandre, o Grande, seu guarda-costas  e, após a morte do imperador, tornou-se um dos diádocos (sucessores de Alexandre). Em 306 a.C., Lisímaco tornou-se basileu (rei), governando a  Ásia Menor, a Trácia (região compreendida entre o Mar Negro e a Macedônia) e a Macedônia por vinte anos.

## Biografia
Filho de Agátocles, era cidadão de Pela na Macedônia. Conta Pausânias que uma vez, irritado, Alexandre trancou Lisímaco junto com um leão, descobrindo depois que ele havia dominado a fera; a partir daí Alexandre o tratou com respeito e honrando-o como os mais nobres macedônios. Durante as campanhas de Alexandre contra o Império Aquemênida ele era um dos seus guarda-costas imediatos, distinguindo-se dos demais na Índia.
Após a morte de Alexandre (323 a.C.) ele foi indicado para governar a Trácia, que estava sob controle macedônio desde a época de Filipe II e o Quersoneso. Por um longo período ele esteve principalmente ocupado em lutar contra o rei odrísio Seutes III. Na luta contra os getas, seu filho Agátocles foi capturado, e ele fez um acordo de paz com Dromiclíates, rei dos Getas, entregando todo o território além do Ister e casando sua filha com o rei. Uma outra versão é que o próprio Lisímaco foi capturado, e Agátocles, seu filho, que celebrou o acordo de paz. Em seguida, Lisímaco casou seu filho Agátocles com Lisandra, filha de Ptolomeu I Sóter e Eurídice, filha de Antípatro.
Em 315 a.C., ele uniu Cassandro, Ptolomeu e Seleuco contra Antígono, que, contudo, desviou sua atenção por provocar as tribos citas e trácias contra ele. Em 309 a.C., fundou Lisimáquia numa localização privilegiada no istmo que liga a Chesonésia ao continente. Ele seguiu o exemplo de Antígono e tomou para si o título de rei. Em 302 a.C., quando a segunda aliança entre Cassandro, Ptolomeu e Seleuco foi feita, Lisímaco, reforçado pelas tropas de Cassandro, penetrou na Ásia Menor encontrando uma pequena resistência. Ao se aproximar Antígono, ele se retirou para residência de inverno próximo a Heracleia Pôntica, casando-se com a rainha viúva Amástris, uma princesa persa. Seleuco se uniu a ele em 301 a.C., e na Batalha de Ipso Antígono foi derrotado e morto. Seus domínios foram divididos entre os vencedores, com Lisímaco recebendo grande parte da Ásia Menor.

Mapa do Reino de Lisímaco.

Sentindo que Seleuco havia se tornado perigosamente poderoso, Lisímaco agora se aliou a Ptolomeu, casando-se sua filha Arsínoe II do Egito. Amástris, que havia se divorciado dele, retornou a Heracleia. Quando o filho de Antígono Demétrio I da Macedônia renovou as hostilidades (279 a.C.) durante sua ausência da Grécia, Lisímaco atacou suas cidades na Ásia Menor, mas em 294 a.C. selaram a paz segundo a qual Demétrio foi reconhecido como governante da Macedônia. Ele tentou levar o seu poder além do Danúbio, mas foi derrotado e feito prisioneiro pelo rei geta Dromícates, que em seguida, o libertou sob termos amigáveis. Demétrio em seguida ameaçou a Trácia, mas se retirou em conseqüência de um levante na Beócia e de um ataque de Pirro de Epiro.
Em 288 a.C., Lisímaco e em seguida Pirro invadiram a Macedônia, e expulsaram Demétrio do país. A Pirro foi permitido permanecer de posse da Macedônia com o título de rei, mas em 285 a.C. ele foi expulso por Lisímaco.
Problemas domésticos amarguraram os últimos anos da vida de Lisímaco. Amástris foi assassinada por seus dois filhos; Lisímaco os condenou à morte. Em seu retorno, Arsínoe lhe pediu como presente Heráclea, o que ele concedeu, apesar de ele ter prometido libertar a cidade. Em 284 a.C., Arsínoe, desejosa em conquistar a sucessão para seus filhos em detrimento de Agátocles (o primogênito de Lisímaco), fazendo intrigas contra ele com a ajuda de seu irmão Ptolomeu Cerauno; eles o acusaram de conspirar com Seleuco para tomar o trono, sendo então condenado a morte.
Esse feito atroz de Lisímaco causou grande indignação. Muitas das cidades da Ásia Menor se revoltaram, e seus amigos de confiança desertaram. A viúva de Agátocles fugiu para Seleuco, que por sua vez invadiu os territórios de Lisímaco na Ásia. Em 281 a.C., Lisímaco cruzou o Helesponto entrando na Lídia, e na decisiva Batalha de Corupédio ele foi morto. Após alguns dias seu corpo, vigiado por um dedicado cão, foi encontrado no campo de batalha, e entregue a seu filho Alexandre, que o sepultou em Lisimáquia.